# Лія Мара
Лія Мара (латис. Lija Mara, уроджена Олександра Гудович, латис. Aleksandra Gudoviča; *1 серпня 1897, Рига — дата смерті невідома, ймовірно 1960) — німецька акторка німого кіно.

## Життєпис
Лія Мара народилася 1 серпня 1897 року у Ризі (в той час місто входило до складу Російської імперії, нині — столиця Латвії). Рано втративши батька, вона була змушена кинути школу, оскільки її мати залишилася з шістьма дітьми на руках, і коштів на життя не вистачало. У підлітковому віці Лія пройшла навчання в школі балету в Ризі, після чого з успіхом танцювала на сцені театру. Її кар'єра балерини досягла піку 1913 року.
Під час Першої світової війни Лія жила в Варшаві. 1915 року вона дебютувала в кіно, знявшись у фільмі «Бестія», де головну роль грала майбутня відома акторка німого кіно Пола Негрі. Далі нею зацікавився німецький актор, режисер і продюсер Фредерік Целнік, запросив до Берліна і після декількох проб запропонував Лії контракт. Їхня спільна робота почалася з картини 1917 року «Історія занепалого», а 1918 року вони одружилися.
Союз Мари і Зелніка виявився досить плідним — всього Лія Мара знялася в двадцяти восьми фільмах чоловіка, а їхній будинок перетворився на салон, де любили проводити час діячі німецького кінематографа. Найвідомішою роботою Лії тих років була картина «Танцюючий Відень» (1927). Кар'єра акторки завершилася з початком епохи звукового кіно. З'явившись 1931 року в своєму єдиному звуковому фільмі «Усі питають про Еріка», вона перестала зніматися і разом з Зелніком поїхала до Лондона. 1950 року Зелнік помер, а дата і місце смерті самої Лії залишаються невідомими.

## Фільмографія
- 1916: Chcemy męża (в ролі Мії Мари)
- 1916: Wściekły rywal (в ролі Мії Мари)
- 1916: Studenci (в ролі Мії Мари)
- 1917: Bestia (в ролі Мії Мари)
- 1918: Halkas Gelöbnis
- 1918: Jadwiga
- 1918: Geschichte einer Gefallenen, Die
- 1918: Das Geschlecht der Schelme 1. Teil
- 1918: Die Nonne und der Harlekin
- 1918: Die Rothenburger / Leib und Seele
- 1918: Das Geschlecht der Schelme 2. Teil
- 1919: Charlotte Corday
- 1919: Maria Evere
- 1919: Die kleine Stasiewska
- 1919: Die Erbin von Monte Christo
- 1919: Das Haus der Unschuld
- 1919: Anna Karenina
- 1920: Eine Demimonde-Heirat
- 1920: Die Prinzessin vom Nil
- 1920: Die Erlebnisse der berühmten Tänzerin Fanny Elßler
- 1920: Kri-Kri, die Herzogin von Tarabac
- 1920: Apachenlord, Der
- 1920: Fasching
- 1920: Wer unter Euch ohne Sünde ist...
- 1921: Count Varenne's Lover
- 1921: Miss Beryll... Die Laune eines Millionärs
- 1921: Aus den Memoiren einer Filmschauspielerin
- 1921: Trix, der Roman einer Millionärin
- 1921: Die Dame mit den Smaragden
- 1921: Tanja, die Frau an der Kette
- 1921: Das Mädel vom Piccadilly 1. Teil
- 1921: Das Mädel vom Piccadilly 2. Teil
- 1921: Die Ehe der Fürstin Demidoff
- 1922: Die Geliebte des Königs
- 1922: Yvette, die Modeprinzessin
- 1922: Die Tochter Napoleons
- 1922: Erniedrigte und Beleidigte
- 1922: Das Mädel aus der Hölle
- 1922: Lydia Sanin
- 1922: Die Männer der Sybill
- 1923: Daisy. Das Abenteuer einer Lady
- 1923: Auferstehung. Katjuscha Maslowa
- 1923: Nelly, die Braut ohne Mann
- 1924: Die Herrin von Monbijou
- The Girl from Capri (1924)
- 1924: Auf Befehl der Pompadour
- 1925: Freudlose Gasse, Die with Greta Garbo in the main part
- 1925: Die Venus von Montmartre
- 1925: Die Kirschenzeit
- 1925: Frauen, die man oft nicht grüßt
- The Bohemian Dancer (1926)
- The Blue Danube (1926)
- 1926: Die lachende Grille
- 1927: Der Zigeunerbaron
- 1927: Weber, Die
- Dancing Vienna (1927)
- 1928: Heut' tanzt Mariett
- 1928: Mary Lou
- My Heart is a Jazz Band (1929)
- 1929: Der rote Kreis
- 1931: Jeder fragt nach Erika